# La Porrassa
|  | Aquest article tracta sobre la possessió. Si cerqueu l'illot, vegeu «illa de la Porrassa». |

La Porrassa és una possessió mallorquina del terme de Calvià. Prop aquesta zona va estar acampat l'exèrcit del rei Jaume I quan va començar la conquesta de l'illa. Confronta amb la urbanització de Son Ferrer a ponent i amb el complex turístic de Magaluf a llevant.

## Història
Abans del desenvolupament turístic, la Porrassa era una gran possessió costanera que tenia els orígens en una antiga alqueria islàmica i que, després de la Conquista, correspongué a Berenguer de Palou II, bisbe de Barcelona, en les terres del qual el segle xiv es formaria la Baronia del Pariatge. L'alqueria ja apareix documentada durant la Conquista amb el mateix nom de la Porrassa, de manera que es tracta d'un topònim mossàrab. El 1566 la Porrassa fou adquirida pel senyor de Santa Ponça, i de llavors ençà la propietat de totes dues possessions recaigué sobre la mateixa persona.
La urbanització de Magaluf es troba dins les antigues terres de la possessió, que es començaren a parcel·lar abans de la Guerra i es desenvolupà, sobretot, a partir dels anys seixanta, amb el boom turístic.
Un temps a la contrada hi havia un petit poblament de cases disperses, però el 2007 tot just en romania un parell d'habitatges de les 15 o 20 que va contenir antany, a més de les cases de la possessió, un viver, un institut i dos parcs aquàtics adjacents a la localitat de Magaluf. Abans de construir el nou edifici escolar a Calvià, contenia una petita escola que acollia alumnes de Magaluf i Palmanova.

## Les cases de la possessió
Les cases de la possessió tenen una torre de defensa que s'alça a 40 metres sobre el nivell del mar, i que va ser construïda entre 1595 i 1616 amb marès i maçoneria de pedra. La càmera principal s'eleva 4 metres sobre el terreny i a través d'una escala de caragol s'accedeix a la planta superior. El 2007 la torre es trobava en bon estat de conservació i sota protecció per la llei del patrimoni històric espanyol. Es tracta d'una torre lleugerament troncocònica, rematada per un bordó. L'any 1769 disposava de dos vigilants i dos canons, que varen ser subhastats l'any 1867.

## Peculiaritats
Durant més de vint anys va contenir un avió que el propietari va convertir en club nocturn durant els anys vuitanta. El 2002, va ser finalment enderrocat i convertit en ferralla, atès el mal estat. L'avió apareixia senyalitzat en tots els mapes turístics que es venien a l'illa i era emblema particular de la zona.